# Ardie Savea
Ardie Suemalo Savea (Wellington, 14 de octubre de 1993) es un jugador neozelandés de rugby que se desempeña como octavo o ala. Juega en el Kobelco Steelers del Japan Rugby League One y es internacional con los All Blacks. Es hermano menor del también jugador de rugby Julian Savea.

## Trayectoria deportiva
Fue convocado a los Baby Blacks con los que jugó el Mundial de Francia 2013 donde los neozelandeses obtuvieron la cuarta posición.
Fue seleccionado a los All Blacks por primera vez en junio de 2016 para enfrentar a los Dragones rojos. Integró el plantel que enfrentó victoriosamente a los British and Irish Lions, jugando los tres partidos de la histórica gira a pesar de haber sido suplente.
Fue seleccionado por Steve Hansen para formar parte de los All Blacks en la Copa Mundial de Rugby de 2019 en Japón donde desplegaron un brillante juego en el que ganaron todos los partidos de la primera fase excepto el partido contra Italia que formaba parte de la última jornada de la primera fase, que no se disputó debido a la llegada a Japón del Tifón Hagibis.
En cuartos de final se enfrentaron a Irlanda, partido con cierto morbo porque el XV del trébol había sido el único que había sido capaz de vencer a los All Blacks en los últimos años. Sin embargo, Nueva Zelanda desplegó un gran juego y venció por un amplio resultado de 46-14.
En semifinales jugaron ante Inglaterra donde se formó cierta polémica debido a la formación utilizada en forma de uve por el XV de la rosa a la hora de recibir la haka de los All Blacks, el partido fue posiblemente el mejor que se pudo ver en todo el campeonato, donde vencieron los ingleses por el marcador de 19-7. Savea fue una pieza fundamental para Hansen ya que jugó 5 partidos siendo titular en cuatro, entre estos las eliminatorias ante Irlanda e Inglaterra. Además fue capaz de hacer un ensayo en el partido que les enfrentó a Inglaterra.

#### Participaciones en Copas del Mundo
| Mundial                       | Sede  | Resultado     | PJ | Tries |
| ----------------------------- | ----- | ------------- | -- | ----- |
| Copa Mundial de Rugby de 2019 | Japón | Tercer puesto | 5  | 1     |

## Palmarés y distinciones notables
- Super Rugby 2016
- Rugby Championship 2016
- Rugby Championship 2017
- Rugby Championship 2018
- Nominado como Mejor Jugador del Mundo en 2019.
- Mejor Jugador del Mundo del año 2023.[6]